# Owensville (Misuri)
Owensville es una ciudad ubicada en el condado de Gasconade en el estado estadounidense de Misuri. En el Censo de 2010 tenía una población de 2676 habitantes y una densidad poblacional de 390,92 personas por km².

## Geografía
Owensville se encuentra ubicada en las coordenadas 38°20′54″N 91°29′51″O / 38.34833, -91.49750. Según la Oficina del Censo de los Estados Unidos, Owensville tiene una superficie total de 6.85 km², de la cual 6.84 km² corresponden a tierra firme y (0.11%) 0.01 km² es agua.

## Demografía
Según el censo de 2010, había 2676 personas residiendo en Owensville. La densidad de población era de 390,92 hab./km². De los 2676 habitantes, Owensville estaba compuesto por el 97.91% blancos, el 0.19% eran afroamericanos, el 0.19% eran amerindios, el 0.45% eran asiáticos, el 0.04% eran isleños del Pacífico, el 0.15% eran de otras razas y el 1.08% pertenecían a dos o más razas. Del total de la población el 1.08% eran hispanos o latinos de cualquier raza.